# Ippei Takeda
Ippei Takeda (né le 13 mars 1997) est un athlète japonais, spécialiste du sprint.
Le 5 mai 2016, il porte son record personnel à 10 s 27 à Mito. Il remporte la médaille d'argent lors des Championnats d'Asie juniors 2016.
Il détient le record d'Asie junior du relais 4 x 100 m en 39 s 01, avec ses coéquipiers Jun Yamashita, Wataru Inuzuka et Kenta Ōshima.
Le 23 juin 2018, il court en 10 s 30 (+0.6) lors des Championnats du Japon à Yamaguchi.